# ジョン・ポール・グード
ジョン・ポール・グード（John Paul Goode、1862年11月21日 - 1932年8月5日）は、アメリカ合衆国における近代地理学の黎明期にあたる1900年から1940年にかけての時期に、主だって活躍した地理学者のひとり。ミネソタ州スチュワートビル (ミネソタ州)に生まれ、1889年にミネソタ大学から学士号を、1903年にペンシルベニア大学から経済学の博士号を授与された。学位取得後、1903年の遅い時期に、シカゴ大学の地理学部門に教授として招聘された(Haas and Ward 241, 243)。

## 「邪悪なるメルカトル」

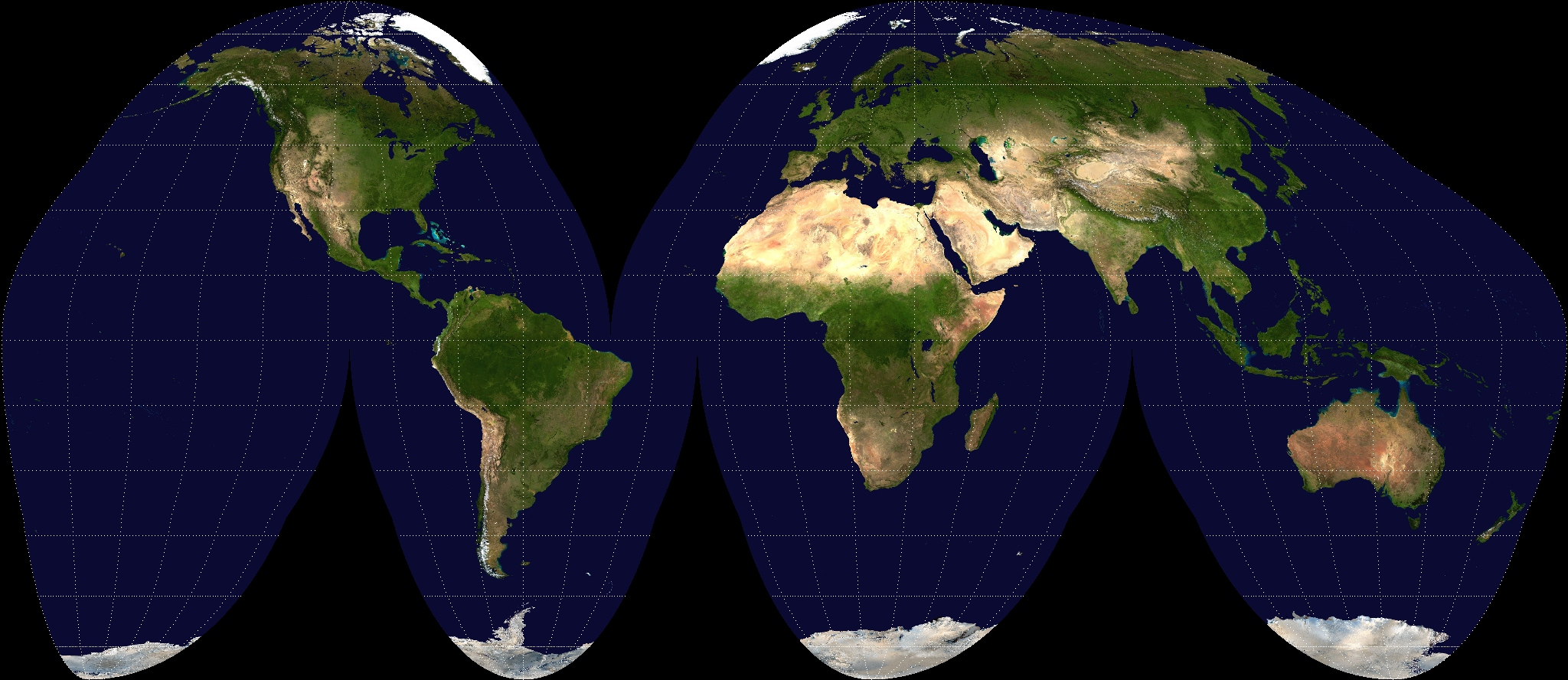
グード図法による世界地図

1908年、ボルティモアで開催されたアメリカ地理学会の集会で、グードは「邪悪なるメルカトル(Evil Mercator)」に代わる世界地図図法の創出について講演した(Hass and Ward 244)。メルカトル図法は、両極に近づくほど大きく歪み、特に北半球の高緯度地域の表現に問題が生じやすい。グードは、いずれも正積図法であるホモログラフ図法（モルワイデ図法）と正弦曲線図法（サンソン図法）を、南北の40度44分11.8秒の緯線で接合し、ホモロサイン図法（グード図法）を作った (Stienwand 1)。「ホモロサイン」は、「ホモロ」を「ホモログラフ」、「サイン」を「サイナソイド＝正弦曲線」からとった造語である。グードは、ふたつの等積図法において、緯線の長さが等しく表現される緯度を算出し、そこで両図法を接続した。南北の40度44分11.8秒より極に近い範囲では、ホモログラフ図法が用いられ、境界となる南北の緯度線の間、赤道を中心とする部分には、正弦曲線図法が挿入された。さらに、海洋部に断裂を入れた断裂ホモロサイン投影図法は、擬円筒図法による正積図法になっている。当初、グードのホモロサイン投影図法は広く受け入れられなかった。また、アメリカ合衆国を地図の中心に置かない描き方は、当時の地図文化に挑戦するものであった(Schulten 187)。

## グードの地図帳
かつての教え子2人（Leppard と Espenshade）の助力を得たグードは、1923年に『グード学校地図帳 (Goode’s School Atlas)』の初版をランドマクナリーから出版した（後に『グード世界地図帳 (Goode’s World Atlas)』と改題）。グードは、採録されたすべての地図が等積図法によることを強調して、「地図中のすべての1平方インチは、同じ地図のどの1平方インチとも、地表面で同じ平方マイルの大きさになっている」と述べた(Schulten p187)。この地図帳が現在も刊行が継続されており、20版以上の版を重ねている。
1928年、健康を害しつつあった66歳のグードは、最初の心臓発作に襲われた。1932年8月5日、69歳で死去した(Hass and Ward p246)。